# Fandango!
| 전문가 평가                   | 전문가 평가 |
| 평가 점수                     | 평가 점수   |
| 출처                          | 점수        |
| ----------------------------- | ----------- |
| AllMusic                      | [ 1 ]       |
| Rolling Stone                 | (not rated) |
| The Rolling Stone Album Guide | [ 3 ]       |

《Fandango!》는 1975년 4월 18일에 발매된 미국의 록 밴드 ZZ 탑의 네 번째 스튜디오 음반이다. 음반의 첫 번째 면은 라이브 쇼의 일부로 구성되어 있으며, 두 번째 면은 새로운 스튜디오 녹음으로 구성되어 있다. 이 음반의 리마스터드 및 확장판은 2006년 2월 28일에 발매되었다.

## 제목
이 음반의 이름에서 유래한 판당고(Fandango)는 플라멩코와 비슷한 춤의 한 종류이다.

## 배경
프런트맨 빌리 기본스는 이 음반에 대해 다음과 같이 말했다.
라이브 캡처는 결국 캔에 먼저 들어갔습니다. 디스크의 한쪽 면을 구성할 수 있는 라이브 자료가 충분했기 때문에 음반을 반은 라이브, 반은 스튜디오로 만드는 이례적인 방식으로 진행하기로 결정했습니다. 결국 우리에게 승리의 조합이 되었습니다.
음반의 오프닝 곡인 〈Thunderbird〉는 ZZ 탑의 작곡 크레딧에도 불구하고, 원래 멤버들이 십대였을 때 1950년대에 결성된 밴드인 나이트캡스에 의해 작곡되고 공연되었다. 나이트캡스는 이 곡을 공연하여 그들의 음반 《Wine, Wine, Wine》에 배포했지만 저작권을 신청한 적은 없었다. ZZ 탑은 1974년부터 이 곡을 공연하기 시작했으며, 그들의 버전이 나이트캡스의 곡과 가사와 음악적으로 동일하다고 인정했다. 나이트캡스는 ZZ 탑을 저작권 침해로 고소했지만, ZZ 탑이 1975년에 이 곡에 저작권을 등록했기 때문에 그들의 주장은 기각되었다.

## 곡 목록
모든 곡들은 특별한 언급이 없는 한 빌리 기본스, 더스티 힐 그리고 프랭크 비어드에 의해 작사/작곡하였다.
| #  | 제목 | 작사·작곡                                         | 재생 시간                        |
| -- | --- | ------------------------------------------------- | -------------------------------- |
| 1. | 〈Thunderbird (Live)〉                                                                                                   |                                                   | 4:10                             |
| 2. | 〈Jailhouse Rock (Live)〉                                                                                                | 제리 리버, 마이크 스톨러                          | 2:01                             |
| 3. | 〈Backdoor Medley (Live) - Backdoor Love Affair - Mellow Down Easy - Backdoor Love Affair No. 2 - Long Distance Boogie〉 | - 기븐스, 빌 햄 - 윌리 딕슨 - 기븐스 - 존 리 후커 | 9:45 - 0:40 - 4:03 - 2:00 - 3:02 |

| #  | 제목                           | 재생 시간 |
| -- | ------------------------------ | --------- |
| 4. | 〈Nasty Dogs and Funky Kings〉 | 2:37      |
| 5. | 〈Blue Jean Blues〉            | 4:42      |
| 6. | 〈Balinese〉                   | 2:37      |
| 7. | 〈Mexican Blackbird〉          | 3:04      |
| 8. | 〈Heard It on the X〉          | 2:23      |
| 9. | 〈Tush〉                       | 2:14      |

## 인증
| 국가                       | 인증     | 판매량/출하량 |
| -------------------------- | -------- | ------------- |
| 캐나다 (뮤직 캐나다)       | 플래티넘 | 100,000^      |
| 미국 (RIAA)                | 골드     | 500,000^      |
| ^출하량을 기반으로 한 인증 |          |               |